# Krka (Unternehmen)
Krka d.d. ist ein weltweit vertretener slowenischer Pharmakonzern mit Hauptsitz in Novo mesto und Produktionsstandorten in Slowenien, Deutschland, Kroatien, Österreich, Polen und Russland. 

## Geschichte
Krka d.d., benannt nach dem slowenischen Fluss Krka, wurde am 23. April 1954 in Novo mesto gegründet. Die Aktie der Krka d.d. wird seit dem 10. Februar 1997 an der Börse in Ljubljana gehandelt. Außerdem ist das Unternehmen im CEETX gelistet. Im Jahr 2007 kaufte das Unternehmen die TAD Pharma GmbH, Cuxhaven, einen der größten deutschen Hersteller von Generika, für 97 Millionen Euro von der PHW-Gruppe, 2008 übernahm Krka von der dänischen Paranova-Gruppe für 1,3 Mio. Euro die Alternova Arzneimittel GmbH, Wien. Das Unternehmen liefert seine Produkte heute in mehr als 70 Länder. Für den deutschen Markt stellt das Unternehmen vorwiegend Generika her mit der Besonderheit, dass die Medikamente unter eigenen Markennamen vertrieben werden und die Firma einen eigenen Außendienst unterhält. Des Weiteren investiert sie überdurchschnittlich viel Kapital in Forschung und Entwicklung. Der Hauptanteil betrifft Herz- und Kreislaufmedikamente, ein weiterer Schwerpunkt sind Schmerzmedikamente und Medikamente, die auf das zentrale Nervensystem wirken. Seit einigen Jahren ist die Firma auch in der Onkologie aktiv. 2014–2015 wurden neue Produktionsanlagen auf dem Stammsitz des Unternehmens errichtet.

## Tochterunternehmen
- TAD Pharma GmbH
- Terme Krka d.o.o. mit Thermalbadeanlagen in Dolenjske Toplice, Otočec, Otočec ob Krki, Novo mesto, Šmarješke Toplice und Strunjan.

## Aktionärsstruktur
(alle Daten: Stichtag 30. Juni 2015)
- 58.699 inländische individuelle Anleger: 40,4 %
- 660 inländische Unternehmen und Investmentgesellschaften: 8,5 %
- Slovenski državni holding (SDH, der Staatsfonds Sloweniens): 16,2 %
- Kapitalska družba (KAD, Rentenversicherungsfonds des Staates Slowenien) und Prvi pokojninski sklad (PPS, deutsch: Erste Pensionskasse, ein slowenischer Pensionsfonds): zus. 11,0 %
- eigene Aktien: 0,7 %
- ausländische Investoren: 20,3 % (davon: Societé General - Splitska Banka, Kroatien: 6,07 % und Hypo Alpe-Adria-Bank Zagreb, Kroatien: 3,42 %)

## Sponsoring
Krka sponsert viele slowenische Sportvereine. Einer der bekanntesten Vereine ist der KK Krka.
Skiflug WM 2020 in Planica.